# Złotniki (Wrocław)
Złotniki – osiedle Wrocławia w zachodniej części miasta, nad rzeką Bystrzycą i jej dopływem - Ryńką. Administracyjnie część osiedla Leśnica. W granicach miasta od 1928.
W przeszłości dwie wsie (Małe i Wielkie Złotniki, niem. Klein oraz Groß Goldschmieden). Graniczy z Leśnicą (na zachodzie) i Stabłowicami (od północy), a od południa (wzdłuż linii kolejowej z Wrocławia przez Leśnicę do Legnicy) z Jerzmanowem, Osińcem i Żernikami. Na wschód i północny wschód od Złotnik znajduje się prawie niezamieszkany teren osiedla Gajowa nad strumieniem Ługowina, a dalej na wschód - Kuźniki. W zachodniej części osiedla, pomiędzy Ryńką a Bystrzycą, znajduje się Park Złotnicki, a na jego południowo-zachodnim skraju - Zakłady Chemiczne „Złotniki”, jedna z najstarszych fabryk chemicznych na Dolnym Śląsku, produkująca dziś m.in. azotan i siarczan magnezu oraz inne nawozy na potrzeby rolnictwa.
W XIII wieku wieś służebna z folwarkiem złotnika Hermana z dymarkami i warsztatami złotniczymi, na początku wieku XVI połączona z sąsiednią niewielką wsią i folwarkiem (Małe Złotniki). Według zapisków z 1795 roku we wsi znajdował się dwór, folwark, cegielnia i młyn wodny, zamieszkana była przez 165 osób. W połowie XIX wieku znajdowała się tu gorzelnia i browar, a mieszkało 14 osób. W 1865 wybudowano tu zakłady chemiczne, produkujące wówczas sodę i tlenek glinu. Wysokie zapotrzebowanie na wytwarzane tu produkty spowodowało szybką rozbudowę fabryki; w 1927 zatrudnienie sięgało tu 800 osób. Złotniki od końca XVIII wieku były też celem wycieczek mieszkańców Wrocławia, chwalących sobie miejscowe piwo zwane warszawskim.
W latach 20. XX wieku rozpoczęto budowę podmiejskiego osiedla mieszkaniowego, zaprojektowanego w 1919 przez architekta Ernsta Maya. Według założeń autorskich Maya zrealizowano jednak tylko skromną część osiedla w jego północno-zachodniej części (dzisiejsza ulica Rajska oraz plac Kaliski i plac Ciesielski). Park Złotnicki utworzony został na terenie dawnego parku dworskiego. W 1928 Złotniki przyłączono - wraz z kilkoma okolicznymi wsiami i miasteczkiem Deutsch Lissa (Leśnicą) - do Wrocławia, a założenia Maya uproszczono, realizując je w latach 30. według planów H. Knippinga. Zbudowana w latach 1934–1938 szkoła (dziś Szkoła Podstawowa nr 24) przy obecnej ulicy Częstochowskiej 42 powstała według projektu Maxa Schirmera.

## Sport i rekreacja
Na osiedlu znajduje się Park Złotnicki. Jest to teren rekreacyjno-przyrodniczy o powierzchni ok. 20 ha, łączący funkcje sportowe, wypoczynkowe i historyczne. Na jego obszarze znajdują się boisko do koszykówki, tor wrotkarski w kształcie ósemki, siłownia plenerowa, górka saneczkowa oraz dwa place zabaw. W parku zachowały się dwa grodziska z IX–XIV w., oznaczone tablicami informacyjnymi. Przez Park Złotnicki przebiega fragment żółtego szlaku turystycznego im. dr Bronisława Turonia, który okrąża Wrocław.
W południowo-zachodniej części osiedla, przy ulicy Skoczylasa 57a, funkcjonuje przystań rekreacyjna „Złotniki” nad rzeką Bystrzycą.